# Liberty Records
Liberty Records es una compañía discográfica estadounidense, fundada por el empresario Simon Waronker en 1955 con Al Bennett como presidente y Theodore Keep como ingeniero jefe. Aunque el sello desapareció, ha tenido varias reactivaciones, la última de ellas en 2001 en el Reino Unido.

## Historia

### Años 50
Las primeras publicaciones de Liberty se centraron en música para el cine y música orquestal. El primer sencillo del sello fue "The Girl Upstairs" de Lionel Newman. El primer gran éxito llegó en 1955 con la versión de Julie London del tema "Cry Me a River", que alcanzó el número 9 del Billboard Hot 100. El éxito del sencillo permitió a Liberty lanzar el primero de los 32 álbumes que llegaría a publicar Julie London a lo largo de su carrera.
En 1956 Liberty contrató a un todavía desconocido Henry Mancini, a quien publicó dos sencillos y varios álbumes, pero la relación de la compañía con el artista se rompió en 1959, cuando este comenzó a ganar popularidad. La canción de Billy Rose y Lee David titulada, "Tonight You Belong to Me", grabada por el dúo de hermanas Patience and Prudence, logró el número 4 de las lista americanas y el 28 de las británicas, llegando a vender más de un millón de copias. El tema, grabado originalmente en 1927 había sido rescatado en 1952 por Frankie Laine
Los mayores éxitos para la compañía en estos primeros tiempos llegaron de la mano del pionero del rock and roll Eddie Cochran, con éxitos como "Summertime Blues" y "C'mon Everybody".
El sello acogió también a artistas de R&B, como los veteranos Billy Ward and His Dominoes, tras la marcha de Jackie Wilson, que publicaron con éxito el tema de Hoagy Carmichael de 1927 "Stardust", permaneciendo en las listas durante 24 semanas y alcanzando en puesto número 13 en Estados Unidos y el Reino Unido en octubre de 1957. Fue el único sencillo de la banda que logró superar el millón de copias vendidas.
En 1958, Liberty se encontraba cerca de la bancarrota cuando un joven artista, de nombre David Seville (Ross Bagdasarian Sr.) les convenció para que le publicaran una novedosa canción titulada "Witch Doctor", utilizando excedentes de sus almacenes. El sencillo alcanzó rápidamente el número 1 de las listas de éxitos. Bagdasarian utilizó una técnica de distorsión de voz alterando la velocidad de la grabación para conseguir un registro extremadamente agudo, naciendo de esta manera la exitosa banda virtual Alvin y las Ardillas. Estos personajes fueron llamados Alvin, Simon y Theodore en honor de los ejecutivos de Liberty Records; Alvin Bennett, Simon Waronker y Theodore Keep.  Durante la Navidad de 1958, el tema se mantuvo cuatro semanas consecutivas en el número uno de las listas de éxitos norteamericanas, vendiendo un total de 4,5 millones de copias, asegurando de esta manera el futuro inmediato de la compañía.
Otro de los artistas que contribuyó a consolidar el prestigio de la compañía fue el pianista Martin Denny, conocido como el "padre de la música exótica", un género que combinó el jazz con los ritmos polinesios. 
En 1965 Liberty adquirió el sello Pacific Jazz Records, fundado en 1952.

### Años 1960 y 70
Los años 1960 comienzan para Liberty con el fichaje de Bobby Vee. Recogieron "Suzie Baby", el sencillo grabado para Soma por Vee junto a su primera banda, the Shadows, y lo convirtieron en su debut en solitario. La versión del tema de the Clovers de 1955, "Devil or Angel" lo lanzó definitivamente al estrellato en 1961, seguido de "Rubber Ball" que lo consolidó como estrella internacional y en verano de ese mismo año de " Take Good Care of My Baby", su mayor éxito, número 1 en los Estados Unidos y número 3 en el Reino Unido. Fue sólo el inicio de una larga lista de éxitos que se prolongó a lo largo de toda la década.
Además de Bobby Vee, Liberty contó con artistas como Willie Nelson, Jan and Dean, Johnny Burnette, Gene McDaniels, Del Shannon, Gary Lewis and the Playboys, Timi Yuro y Vikki Carr.
En 1963, el sello Liberty Records fue vendido a Avnet por 12 millones de dólares. Esta misma compañía electrónica adquirió también Blue Note Records, Imperial Records, Dolton Records, Aladdin Records y Minit Records. Tras dos años de perdidas económicas, Avnet vendió la compañía de nuevo a Al Bennett por 8 millones de dólares. En 1966 $8 million. En 1966 se creó el sello subsidiario Sunset Records, con la idea de recoger las grabaciones registradas previamente por Liberty, Imperial y Minit Records.
Las grabaciones de Liberty Records fueron distribuidas en el Reino Unido por London Records, perteneciente al Grupo Decca, y posteriormente por la compañía EMI.  Liberty estableció una oficina permanente en Londres, donde se firmaron contratos con artistas como Bonzo Dog Band, Idle Race y the Aynsley Dunbar Retaliation.  Liberty también firmó con the Searchers durante un breve periodo de tiempo en 1968. Ron Kass, durante un tiempo presidente de Liberty Records, estuvo más tarde al frente del sello creado por los Beatles, Apple Records. Ron Bledsoe, asistente de Al Bennett, fue fichado por Clive Davis para dirigir Nashville arm of Columbia Records.
En 1966 el cantante Johnny Rivers estrenó un nuevo sello subsidiario de Liberty, Soul City Records. En 1967, Liberty Records contrató a la banda Canned Heat quienes publicaron tres exitosos sencillo con el sello.
En 1968 Liberty fue vendida por 38 millones de dólares a Transamerica Corporation (una compañía de seguros) propietaria, a su vez de United Artists Records. Dos años después, todos los artistas de Imperial Records y Minit Records fueron transferidos a Liberty.
En 1970, Sugarloaf entró en el "Top Ten" norteamericano con el sencillo "Green-Eyed Lady", grabado por Liberty, logrando el número 3 del Billboard chart.  Sugarloaf repetirían éxito de nuevo en1975 con "Don't Call Us, We'll Call You".
En 1978 Artie Mogull y Jerry Rubinstein adquirieron United Artists Records y Liberty Records con fondos de Capitol Records. En febrero de 1979, EMI adquirió los derechos de Liberty.

### Años 1980 y 90
En 1980, EMI dejó de usar el nombre United Artists y rescató el de Liberty. Inicialmente, EMI usó Liberty para reeditar los catálogos de United Artists, Liberty e Imperial. Entre 1980 y 1984, Capitol usó Liberty como sello de música country, con artistas como Kenny Rogers y Dottie West así como la banda de heavy metal Manowar. 
En 1994, el presidente de Liberty Records, Jimmy Bowen fundó un sello hermano llamado Patriot Records, cuyo catálogo incluyó a Bryan Austin, Lisa Brokop, John Berry, Deana Carter, John Bunzow y Noah Gordon.

### A partir de 2000
Tras lanzar con éxito a finales de los 90 a artistas de Europop como Hermes House Band, EMI reformó el sello en 2001 enfocándolo hacia bandas como the Alarm MMVI, the Stranglers,  VBirds y Prefab Sprout.
El catalogó de Liberty Records es gestionado actualmente por Capitol Records, propiedad de Universal Music Group, Liberty Records UK, que edita bandas británicas como Bonzo Dog Band, es actualmente gestionado por Parlophone, dependiente de Warner Music Group.